# Ekaterina Lermontova
Ekaterina Vladimirovna Lermontova (em russo Екатерина Владимировна Лермонтова) (São Petersburgo, 11 de fevereiro de 1889 – Leningrado, 9 de janeiro de 1942) foi uma paleontóloga russa. 
Foi pioneira nos estudos paleontológicos e estratigráficos da Sibéria. Identificou vários fósseis de animais, algas e hoje algumas divisões bioestratigráficas do Cambriano levam seu nome em sua homenagem.

## Biografia
Ekaterina nasceu em São Petersburgo, em 1889. Em sua família destacam-se o poeta Mikhail Lermontov e a química Iuliia Lermontova. Estudou no Women's Pedagogical Institute, hoje a Universidade Pedagógica Estatal Herzen da Rússia, formando-se em 1910 e depois pela Saint Petersburg Imperial University, formando-se em 1912.
Em 1921, ela começou a trabalhar no Comitê Geológico e no Instituto Geológico da União Soviética. Sua pesquisa focava nos fósseis cambrianos na Sibéria. Foi a primeira paleontóloga na história da URSS a estudar os trilobitas cambrianos de seu país. Estudou trilobitas da Ásia Menor, dos Montes Urais, da Sibéria e do Cazaquistão.

## Morte
Ekaterina trabalhava em Leningrado quando a Segunda Guerra Mundial começou. Ela morreu durante o Cerco a Leninegrado em 9 de janeiro de 1942, aos 52 anos.

## Legado
Lermontova é um termo homônimo às divisões bioestratigráficas do Cambriano e aos seus fósseis de animais e algas.